# 丹下盛知
丹下 盛知（たんげ もりとも）は、戦国時代の武将。尾州畠山氏の家臣。

## 略歴
大和国宇智郡を本拠とする平氏の出身で、はじめ平 盛知（たいら/へい もりとも）と名乗った。宇智郡は守護の置かれない大和国において畠山氏が直接支配した地域であり、平氏は弘治4年（1558年）に存在が確認できる宇智郡国人一揆の盟主に推戴される家柄である。また、尾州畠山氏に仕える平氏としては、畠山政長の有力内衆で、明応2年（1493年）に政長とともに自刃した平三郎左衛門尉がいる。
天文11年（1542年）に畠山稙長が紀伊・大和の軍勢を引き連れ高屋城に帰還した際、盛知は宇智郡に隣接する紀伊国伊都郡の三宝院快敏とともにその主力となっていた。河内入部後は快敏とともに稙長の奉行人として活動している。
天文14年（1545年）5月15日に稙長が没し、同じ月に重臣・丹下盛賢も病没すると、天文16年（1547年）頃、盛賢の跡を継ぎ、丹下盛知と名を改めた。丹下氏は河内国丹南郡丹下郷を本拠とする国人で、盛賢の頃に畠山氏筆頭内衆の地位に上り、守護代と同等の形式の文書を発給できるだけの家格を得ていた。盛知は丹下の名跡とともにそれを受け継いでおり、改名とともにその地位が上昇している様子が確認できる。
稙長の没後、稙長の弟の政国が畠山氏の惣領名代として擁立されるが、天文18年（1549年）、三好長慶とともに将軍足利義輝を京都から追いやった守護代・遊佐長教と方針を違え、政国は紀伊に遁世した。盛知は長教の方針を支持したのかこれには同行せず、長教とともに河内支配に当たった。
遊佐長教の台頭以来、河内では守護家と守護代家による重層的な支配が行われており、しばしば畠山氏の実権を遊佐長教が握ったと言われるものの、守護家の内衆は守護代からは独立した立場であった。政国の遁世後も守護系内衆筆頭である盛知は政国の意を奉じており、長教と協力関係にあったとはいえ、長教の命令を奉じるということはなかった。
天文20年（1551年）5月になると遊佐長教が暗殺され、翌天文21年（1552年）2月にはそれを行ったとされる萱振賢継とそれに同心する者たちが安見宗房によって殺害されるという事件が起きる。安見宗房や粛清された萱振一派は遊佐長教の内衆であり、長教の内衆同士で主導権争いが生じた結果とも考えられる。また、萱振賢継は根来寺に入っていた長教の弟を長教の後継として擁立しようとしていたとみえ、一方、天文21年（1552年）1月には遊佐一族の遊佐太藤が初めて本願寺に音信し、本願寺はそれに対して太藤・盛知・走井盛秀に年始の祝儀を送っている。このことから安見宗房が盛知・走井盛秀とともに遊佐太藤を長教の後継者に擁立し、それと対立する萱振一派を粛清するに至ったとも考えられる。
同年9月には政国の子・高政が畠山氏の家督を継いだが、これは盛知が中心となって行われたものとみられる。
その後、天文22年（1553年）、安見宗房とともに畠山氏の軍勢を率い、足利義輝と戦う三好長慶に加勢（東山霊山城の戦い）。弘治2年（1556年）には大和における万歳氏と布施氏の戦いで万歳方に加わり、畠山高政・安見宗房とともに出陣している。